# Shangri-La Suite
Shangri-La Suite (también conocida como Kill The King ) es una película de drama criminal estadounidense de 2016 dirigida por Eddie O'Keefe y protagonizada por Emily Browning, Luke Grimes y Ron Livingston. Es el debut como director de O'Keefe.

## Reparto
- Emily Browning como Karen Bird
  - Jade Pettyjohn como la joven Karen Bird
- Luke Grimes como Jack Blueblood
- Ron Livingston como Elvis Presley
  - Reiley McClendon como Elvis de los años 50
- Alan Tudyk como Dr. Sanborne[4]
- Burt Reynolds como el narrador
- John Carroll Lynch como Coronel Tom Parker
- Avan Jogia como Teijo Littlefoot
- Ashley Greene como Priscilla Presley
- Echo Kellum como Hepcat
- Alyvia Alyn Lind como Lisa Marie Presley
- Trevante Rhodes como guardia de seguridad #2
- Tatanka significa como oficial Gingrass
- Paul Rae como Randyll
- Amanda Aday como Gladys Presley
- Bunny Gibson como empleada de motel
- Rob Zabrecky como Toby
- Lew Temple como Sr. X[5]

## Estreno
La película fue estenada el 28 de octubre en Estados Unidos de forma limitada.